# На железной дороге (фильм)
«На железной дороге» — советский среднеметражный фильм 1988 года снятый на киностудии «Беларусьфильм», режиссерский дебют Виктора Дерюгина.

## Сюжет
По железной дороге среди Августовской пущи, среди голода, разрухи, тифа и полного хаоса Гражданской войны, едут в разбитом вагоне-теплушке разные люди. Среди них молодой, но уже искалеченный войной солдат Евмен и девушка Мария. На этой страшной дороге жизни и смерти у двух одиноких людей зарождаются глубокие чувства…

## В ролях
В главных ролях:
- Александр Лабуш — Евмен
- Анна Самохина — Мария

В других ролях:
- Вадим Александров — Сидор
- Александр Ткачёнок — батюшка
- Владимир Шакало — Христофор Панфимирович
- Лариса Панченко — Анастасия
- Владимир Шелестов — доктор Доморацкий
- Ольга Лысенко — медсестра
- Андрей Бубашкин — Кудрявый
- Александр Беспалый — Евфимий
- Владимир Станкевич — Белобрысый
- Михаил Матвеев — Холуй
- В. Шкудров — владелец «Мозера»
- В. Павлють — тифозник
- Н. Прудников — лапотник

## Фестивали и награды
- 17-й смотр-конкурс «Белорусьфильма» (Минск, 1988) — специальный диплом творческому коллективу фильма.
- 1-й Международный кинофестиваль «Золотой Витязь» (Москва, 1992) — диплом участника, приз «За лучший режиссерский дебют», приз «За лучшую женскую роль» — А. Самохиной.

## Критика
Журнал «Коммунист Белоруссии» (1989) характеризовал фильм как: «много претензий, но мало таланта» и отмечал, что приз на смотре-конкурсе вызывает недоумение. 